# The Incredible Little Richard Sings His Greatest Hits – Live!
The Incredible Little Richard Sings His Greatest Hits – Live! (en castellano: El Increíble Little Richard canta sus grandes éxitos - En Vivo!) es el primer álbum en directo de Little Richard.

## El disco
Fue lanzado por el sello Modern Records en 1966. Es el primero de los dos álbumes grabados en este sello discográfico luego de dejar Vee-Jay Records después de que este se declarara en quiebra en enero de 1966. El disco consta de una grabación en vivo realizada en el Domino Club en Atlanta a partir de varios conciertos realizados a finales de 1965. Todos los temas del disco tienen efectos de audiencia agregados posteriormente en estudio.

## Lista de canciones
1. Introduction
2. Tutti Frutti - 1:40
3. Keep a Knockin' - 0:35
4. Saturday Night Rock [Rip It Up] - 0:42
5. Jenny Jenny - 0:50
6. Bama Lama Bama Loo - 2:34
7. Long Tall Sally - 1:40
8. Ready Teddy - 0:30
9. Slippin' and Slidin' - 3:07
10. True Fine Mama - 4:45
11. Bonnie Marone - 2:33
12. Lucille - 2:32
13. Bring It Back Home to Me [Bring It On Home To Me] - 3:50
14. Do You Feel It - 4:22
15. Whole Lotta Shakin' Goin' On - 2:36

## Personal
Little Richard: voz, piano, teclados
No hay más músicos acreditados.